# ليندسي براون
ليندسي براون (بالإنجليزية: Lindsay Brown)‏ هو لاعب كرة قاعدة أمريكي، ولد في 22 يوليو 1911 في ماسون في الولايات المتحدة، وتوفي في 1967 في سان أنطونيو في الولايات المتحدة.

## وصلات خارجية
- ليندسي براون على موقعبيزبول رفرنس.كوم (الدوري الرئيسي) (الإنجليزية)
- ليندسي براون على موقعبيزبول رفرنس.كوم (الدوري الثانوي) (الإنجليزية)